# Bahnstrecke München-Giesing–Kreuzstraße
| Karte der Strecke zwischen der Abzweigung von der Strecke nach Deisenhofen und Kreuzstraße |                      |                                                        |                                                        |
| Streckennummer (DB): | 5552                 |                                                        |                                                        |
| Kursbuchstrecke (DB): | 999.7                |                                                        |                                                        |
| Kursbuchstrecke: | 429g (1946)          |                                                        |                                                        |
| Streckenlänge: | 27,908 km            |                                                        |                                                        |
| Spurweite: | 1435 mm (Normalspur) |                                                        |                                                        |
| Streckenklasse: | D4                   |                                                        |                                                        |
| Stromsystem: | 15 kV 16,7 Hz ~      |                                                        |                                                        |
| Maximale Neigung: | 17 ‰                 |                                                        |                                                        |
| Minimaler Radius: | 395 m                |                                                        |                                                        |
| Streckengeschwindigkeit: | 120 km/h             |                                                        |                                                        |
| Zugbeeinflussung: | PZB                  |                                                        |                                                        |
| |                      |                                                        |                                                        |
| \| \| \| von München Ost \| \| \| \| 0,000 \| München-Giesing \| München-Giesing \| \| \| 1,021 \| München Ost Frankenwaldstraße (Bft) \| München Ost Frankenwaldstraße (Bft) \| \| \| \| nach Deisenhofen \| \| \| \| 2,536 \| Bundesautobahn 8 (35 m) \| Bundesautobahn 8 (35 m) \| \| \| 3,492 \| Hachinger Bach \| Hachinger Bach \| \| \| 3,668 \| München-Perlach \| München-Perlach \| \| \| \| Anschluss Universität der Bundeswehr \| \| \| \| \| \| \| \| \| 4,993 \| München-Neuperlach Süd Brücke Carl-Wery-Straße (173 m) \| München-Neuperlach Süd Brücke Carl-Wery-Straße (173 m) \| \| \| \| \| \| \| \| \| Anschluss Fliegerhorst Neubiberg \| \| \| \| 6,761 \| Neubiberg \| Neubiberg \| \| \| 8,660 \| Ottobrunn \| Ottobrunn \| \| \| 10,234 \| Bundesautobahn 99 (69 m) \| Bundesautobahn 99 (69 m) \| \| \| 10,967 \| Bundesstraße 471 (42 m) \| Bundesstraße 471 (42 m) \| \| \| 11,080 \| Hohenbrunn \| Hohenbrunn \| \| \| \| Anschluss Munitionsanstalt Hohenbrunn \| \| \| \| 12,884 \| Wächterhof \| Wächterhof \| \| \| 14,668 \| Höhenkirchen-Siegertsbrunn \| 587 m \| \| \| 17,841 \| Dürrnhaar \| Dürrnhaar \| \| \| 21,508 \| Aying \| 603 m \| \| \| 22,652 \| Peiß \| Peiß \| \| \| 24,230 \| Großhelfendorf \| 613 m \| \| \| \| Anschluss Fritzmeier \| \| \| \| \| nach Rosenheim \| \| \| \| 27,908 \| Kreuzstraße \| 622 m \| \| \| \| von Holzkirchen \| \| \| \| \| \| \| \| Quellen: [1][2][3][4] \| \| \| \| |                      |                                                        |                                                        |
| Strecke |                      | von München Ost                                        | von München Ost                                        |
| Bahnhof | 0,000                | München-Giesing                                        | München-Giesing                                        |
| Blockstelle | 1,021                | München Ost Frankenwaldstraße (Bft)                    | München Ost Frankenwaldstraße (Bft)                    |
| Abzweig geradeaus und nach rechts |                      | nach Deisenhofen                                       | nach Deisenhofen                                       |
| Brücke | 2,536                | Bundesautobahn 8 (35 m)                                | Bundesautobahn 8 (35 m)                                |
| Brücke über Wasserlauf | 3,492                | Hachinger Bach                                         | Hachinger Bach                                         |
| Bahnhof | 3,668                | München-Perlach                                        | München-Perlach                                        |
| Abzweig geradeaus und ehemals nach rechts |                      | Anschluss Universität der Bundeswehr                   | Anschluss Universität der Bundeswehr                   |
| |                      |                                                        |                                                        |
| Haltepunkt / Haltestelle Anfang Hochstrecke und Ende Hochstrecke | 4,993                | München-Neuperlach Süd Brücke Carl-Wery-Straße (173 m) | München-Neuperlach Süd Brücke Carl-Wery-Straße (173 m) |
| |                      |                                                        |                                                        |
| Abzweig geradeaus und ehemals von rechts |                      | Anschluss Fliegerhorst Neubiberg                       | Anschluss Fliegerhorst Neubiberg                       |
| Bahnhof | 6,761                | Neubiberg                                              | Neubiberg                                              |
| Haltepunkt / Haltestelle | 8,660                | Ottobrunn                                              | Ottobrunn                                              |
| Brücke | 10,234               | Bundesautobahn 99 (69 m)                               | Bundesautobahn 99 (69 m)                               |
| Brücke | 10,967               | Bundesstraße 471 (42 m)                                | Bundesstraße 471 (42 m)                                |
| Bahnhof | 11,080               | Hohenbrunn                                             | Hohenbrunn                                             |
| Abzweig geradeaus und ehemals nach links |                      | Anschluss Munitionsanstalt Hohenbrunn                  | Anschluss Munitionsanstalt Hohenbrunn                  |
| Haltepunkt / Haltestelle | 12,884               | Wächterhof                                             | Wächterhof                                             |
| Bahnhof | 14,668               | Höhenkirchen-Siegertsbrunn                             | 587 m                                                  |
| Haltepunkt / Haltestelle | 17,841               | Dürrnhaar                                              | Dürrnhaar                                              |
| Bahnhof | 21,508               | Aying                                                  | 603 m                                                  |
| Haltepunkt / Haltestelle | 22,652               | Peiß                                                   | Peiß                                                   |
| Haltepunkt / Haltestelle | 24,230               | Großhelfendorf                                         | 613 m                                                  |
| Abzweig geradeaus und ehemals nach links |                      | Anschluss Fritzmeier                                   | Anschluss Fritzmeier                                   |
| Abzweig geradeaus und von links |                      | nach Rosenheim                                         | nach Rosenheim                                         |
| Bahnhof | 27,908               | Kreuzstraße                                            | 622 m                                                  |
| Strecke |                      | von Holzkirchen                                        | von Holzkirchen                                        |
| |                      |                                                        |                                                        |
| Quellen: |                      |                                                        |                                                        |

Die Bahnstrecke München-Giesing–Kreuzstraße ist eine eingleisige, elektrifizierte Hauptbahn im Süden von München. Sie wurde zwischen 1902 und 1912 als Lokalbahn eröffnet und 1972/73 in das Netz der S-Bahn München integriert.

## Streckenführung

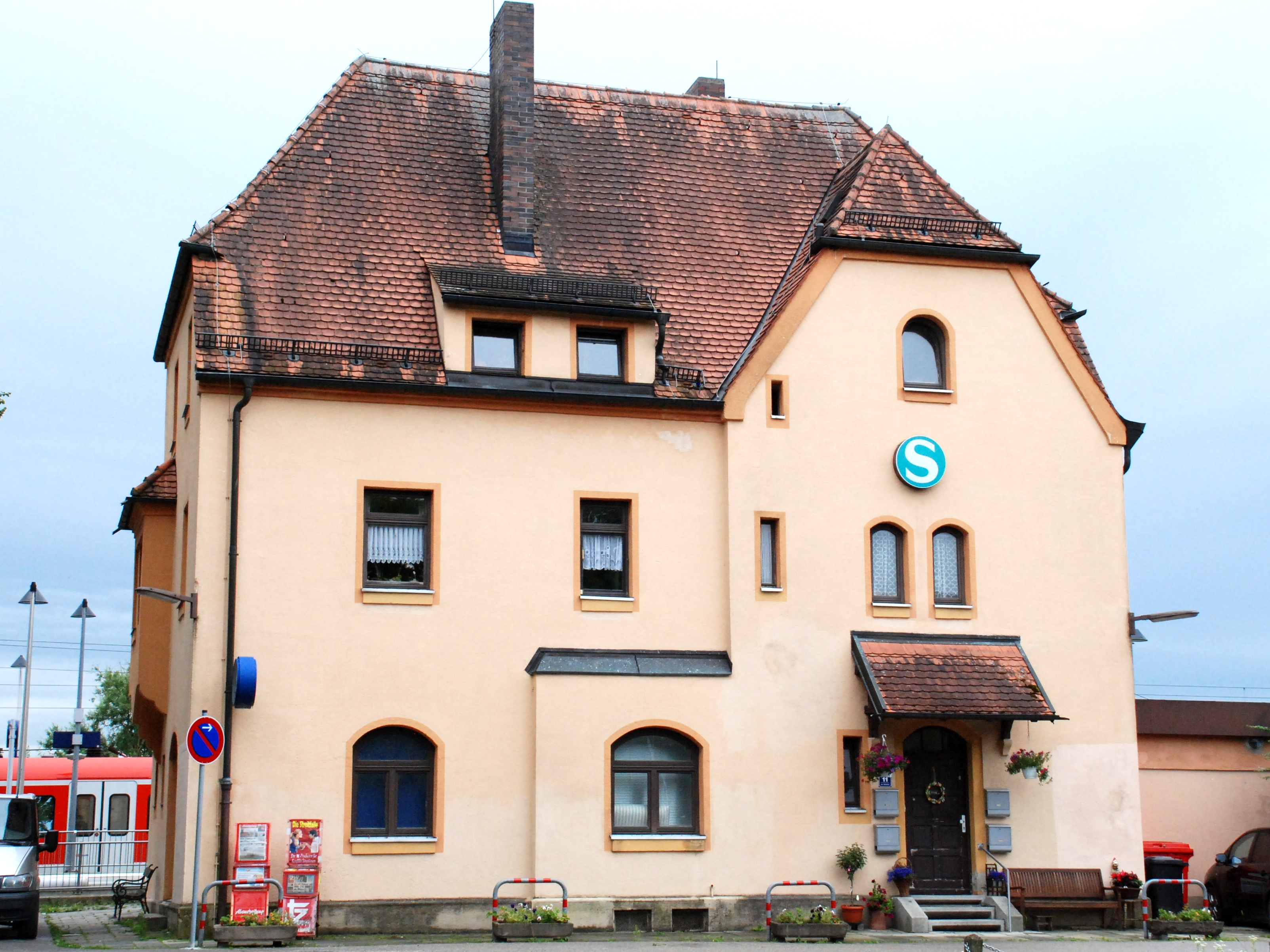
Bahnhof Aying

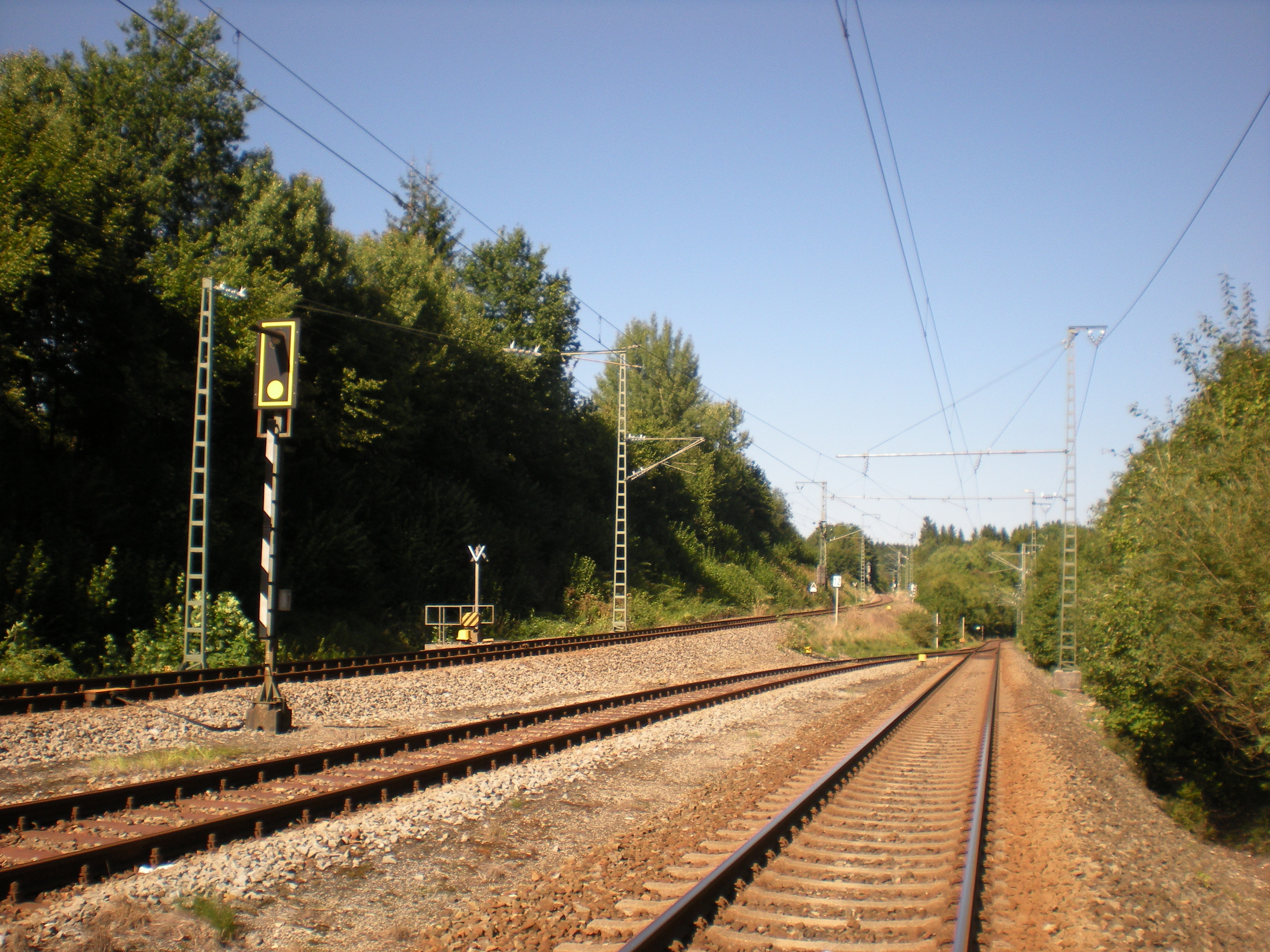
Abzweigung von der Mangfalltalbahn im Bahnhof Kreuzstraße

Die Strecke zweigt südlich der Ständlerstraße, zwischen dem Bahnhof München-Giesing und dem Haltepunkt Fasangarten, von der Strecke München Ost–Deisenhofen ab. Nach einigen hundert Metern mit zwei Gleisen wird die Strecke eingleisig und führt zunächst nach Osten in Richtung München-Perlach. Dabei wird die Bundesautobahn 8 überquert. Nach dem Bahnhof Perlach wendet sich die Strecke Richtung Südosten und erreicht den Haltepunkt Neuperlach Süd. Dieser liegt auf einer Brücke über der Carl-Wery-Straße und ist der einzige in München mit einem so genannten Kombibahnsteig, an dem sich U-Bahn und S-Bahn einen gemeinsamen Bahnsteig teilen.
Im weiteren Verlauf führt die Strecke nun durch die Gemeinden Neubiberg und Ottobrunn und damit durch dicht bebautes Gebiet. Nach der Überquerung des Münchner Autobahnringes und der Bundesstraße 471 erreicht die Strecke Hohenbrunn und damit bereits eine stark ländlich geprägte Gegend. Die folgenden Bahnhöfe und Haltepunkte liegen mit Ausnahme von Höhenkirchen-Siegertsbrunn in Ortschaften mit teils nur dreistelliger Einwohnerzahl. Insbesondere wird die Gemeinde Aying durch vier Haltepunkte bzw. Bahnhöfe in kleinen Orten erschlossen, namentlich Dürrnhaar, Aying, Peiß und Großhelfendorf. Nach dem letztgenannten Haltepunkt verläuft die Strecke schließlich in südwestlicher Richtung hinunter nach Kreuzstraße in der Gemeinde Valley, wo sie auf die Mangfalltalbahn von Rosenheim nach Holzkirchen trifft. Der Bahnhof liegt dabei in einem Seitental der Mangfall, dem Teufelsgraben.

## Geschichte

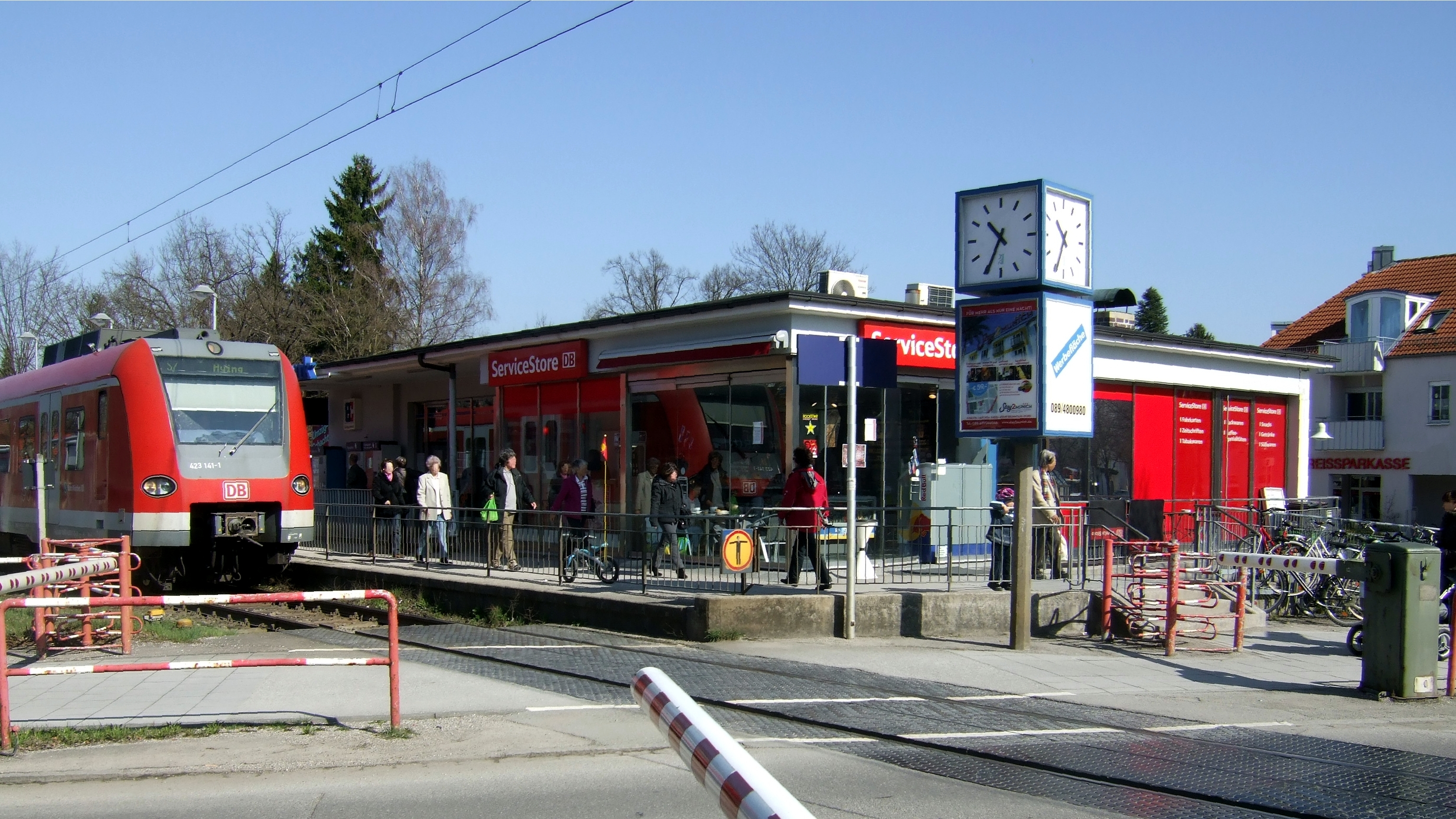
Haltepunkt Ottobrunn

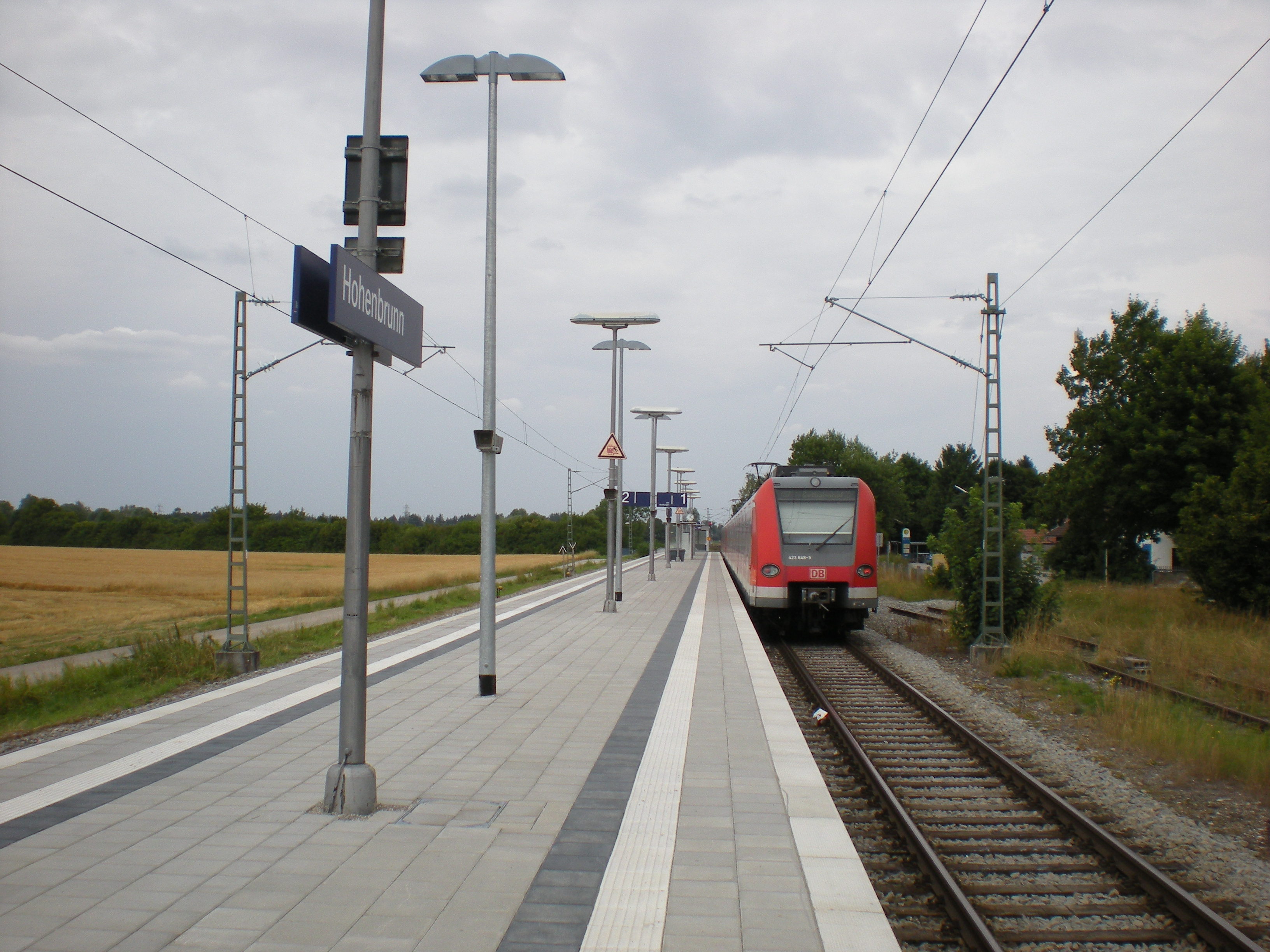
Bahnhof Hohenbrunn mit S7 zum Ostbahnhof

Die ursprünglich nur zwischen München-Giesing und Aying verkehrende Lokalbahn entstand als eine der letzten Eisenbahn-Radiallinien zwischen der Haupt- und Residenzstadt München und ihrem Umland. Bereits seit 1892 bemühten sich die Gemeinden Peiß, Helfendorf, Egmating, Siegertsbrunn, Hohenbrunn, Höhenkirchen, Brunnthal und Oberpframmern um den Bau einer Bahnstrecke. Vorerst wurde allerdings der Bahnstrecke München Ost–Deisenhofen der Vorzug gegeben. Südlich von Aying/Peiß sollte die Strecke ersten Planungen nach über Helfendorf nach Grub führen. Dort hätte Anschluss an die Mangfalltalbahn bestanden. Ebenfalls zur Diskussion stand eine Führung in Richtung Westen nach Otterfing an der Strecke von Deisenhofen nach Holzkirchen, oder direkt nach Holzkirchen. Unstimmigkeiten gab es auch über den Standort der Haltestellen Dürrnhaar (das westlich gelegene Faistenhaar wollte die Bahn weiter westlich geführt sehen) und den Endbahnhof Aying. Letzterer sollte ursprünglich weiter südlich zwischen Aying und Peiß entstehen (etwa am heutigen Bahnübergang). Der Bau der Bahn wurde am 2. März 1900 genehmigt. Am 1. April 1902 wurde mit dem Bau der Strecke begonnen. Am 28. Mai 1904 machte ein Zug mit mehreren Prominenten (u. a. dem Verkehrsminister Heinrich von Frauendorfer) eine Probefahrt auf der Strecke, die kurz danach am 5. Juni eröffnet wurde.
Die 6,4 Kilometer lange Verlängerung der Strecke zum neu errichteten Anschlussbahnhof Kreuzstraße ging am 23. November 1912 in Betrieb. Dem Antrag der Gutsverwaltung von Graf Arco auf Valley, die Strecke über Valley nach Darching weiterzubauen, wurde seinerzeit mangels Wirtschaftlichkeit nicht entsprochen.
1971/72 wurde die Strecke im Zuge des Ausbaus der S-Bahn München elektrifiziert. Am 28. Mai 1972, dem Eröffnungstag der S-Bahn, wurde der Teil bis Hohenbrunn zur Linie S1 (Freising–München–Kreuzstraße), mit Zug- und Busanschlüssen in Richtung Aying und Kreuzstraße. Am 30. September 1973 wurde der S-Bahn-Betrieb über Hohenbrunn hinaus bis Kreuzstraße aufgenommen. Ab dem 10. Juni 2001 verkehrte auf dem Abschnitt die S7, ab dem 12. Dezember 2004 die S6, ab dem 13. Dezember 2009 wieder die S7 und seit dem 15. Dezember 2024 die S5.

### Zukunft
Im Rahmen des Projekts Bahnausbau Region München plant die Deutsche Bahn im Auftrag des Freistaats Bayern, die Bahnstrecke zweigleisig auszubauen, um die Pünktlichkeit zu verbessern sowie Angebotsverbesserungen zu ermöglichen. Im Jahr 2024 wurden die Ergebnisse der Gutachten zur Machbarkeit veröffentlicht. Der zweigleisige Ausbau der gesamten Strecke wurde für positiv befunden, eine ebenfalls geprüfte Verbindung einer Regional-S-Bahn über das Mangfalltal wurde hingegen ebenso negativ bewertet, wie eine S-Bahn-Verbindung zwischen Holzkirchen und der Kreuzstraße.

## Verkehr
Die Strecke wird auf ganzer Länge von der Linie S5 der S-Bahn München befahren.
Zwischen München und Höhenkirchen-Siegertsbrunn verkehrt sie im 20-Minuten-Takt, im Abschnitt Höhenkirchen-Siegertsbrunn–Aying im 20/40-Minuten-Takt und zwischen Aying und Kreuzstraße im Stundentakt. In der Hauptverkehrszeit wurden bis zum Fahrplanjahr zudem einzelne Fahrten, über Höhenkirchen-Siegertsbrunn hinaus bis Kreuzstraße verlängert: morgens von Kreuzstraße in Richtung München, abends von München in Richtung Kreuzstraße. Einige dieser Verstärkerfahrten ließen die schwach genutzten Haltepunkte Peiß und Dürrnhaar aus.
Zum Fahrplanjahr 2023 wurde montags bis freitags der 20-Minuten-Takt bis Aying ausgeweitet und zwischen Aying und Kreuzstraße ein 20/40-Takt eingeführt, wobei die zusätzlichen Züge meist in Peiß und Dürrnhaar und vereinzelt in Großhelfendorf nicht halten.
Zum Fahrplanjahr 2024 wurde auf der Strecke die Linie S7 durch die Linie S5 ersetzt, die am anderen Linienende in München-Pasing beziehungsweise teilweise in Germering-Unterpfaffenhofen oder Weßling enden.